# Zábrodí
Zábrodí (en allemand : Sabrod) est une commune du district de Náchod, dans la région de Hradec Králové, en Tchéquie. Sa population s'élevait à 570 habitants en 2022.

## Géographie
Zábrodí se trouve à 3 km au sud-est de Červený Kostelec, à 7 km au nord-ouest de Náchod, à 35 km au nord-est de Hradec Králové et à 127 km à l'est-nord-est de Prague.
La commune est limitée par Červený Kostelec et à l'ouest au nord, par Horní Radechová à l'est, et par Dolní Radechová et Kramolna au sud.

## Histoire
La première mention écrite de la localité date de 1582.

## Administration
La commune se compose de trois sections :
- Zábrodí
- Horní Rybníky
- Končiny

## Galerie

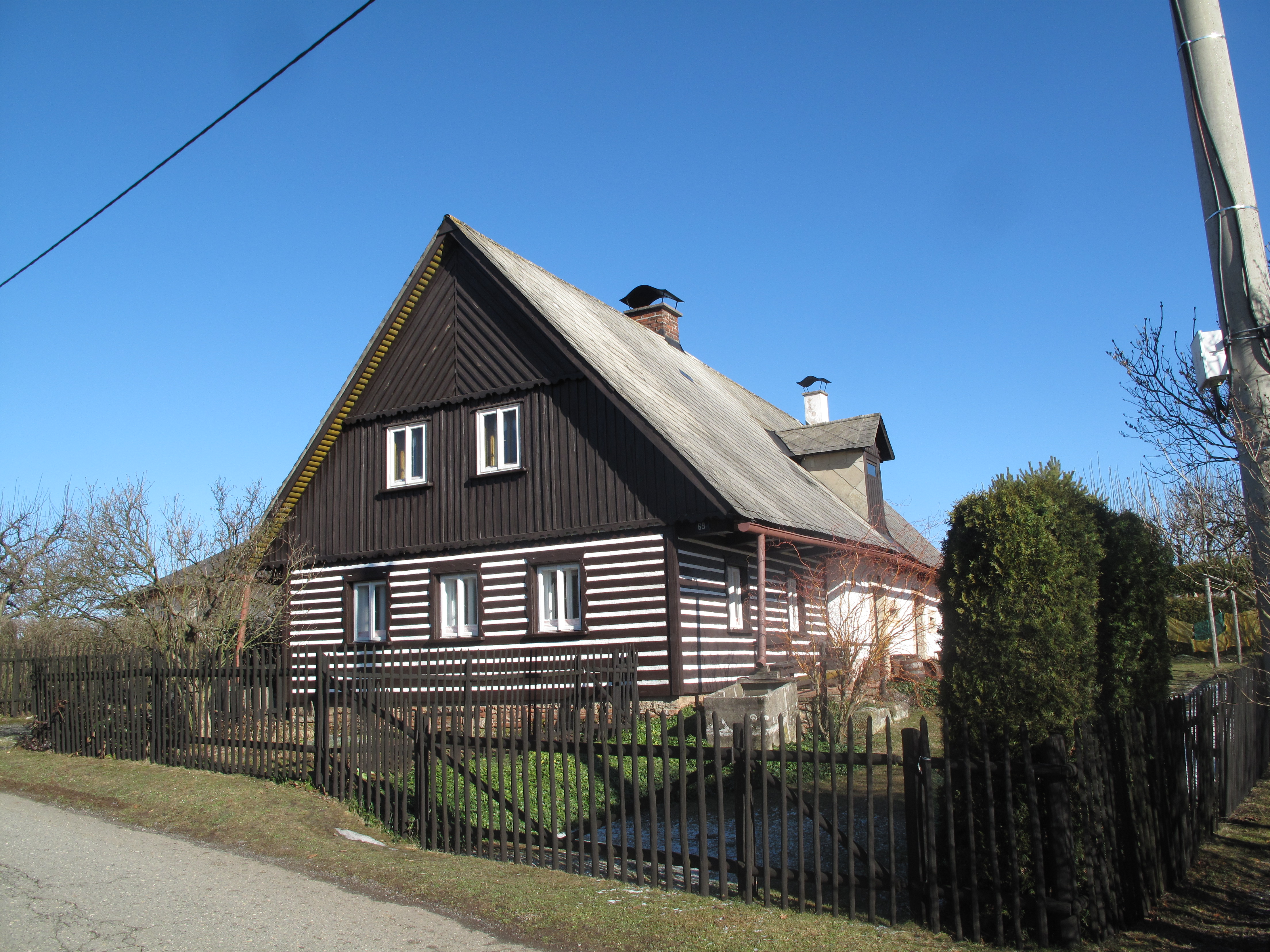
Maison à Končiny.
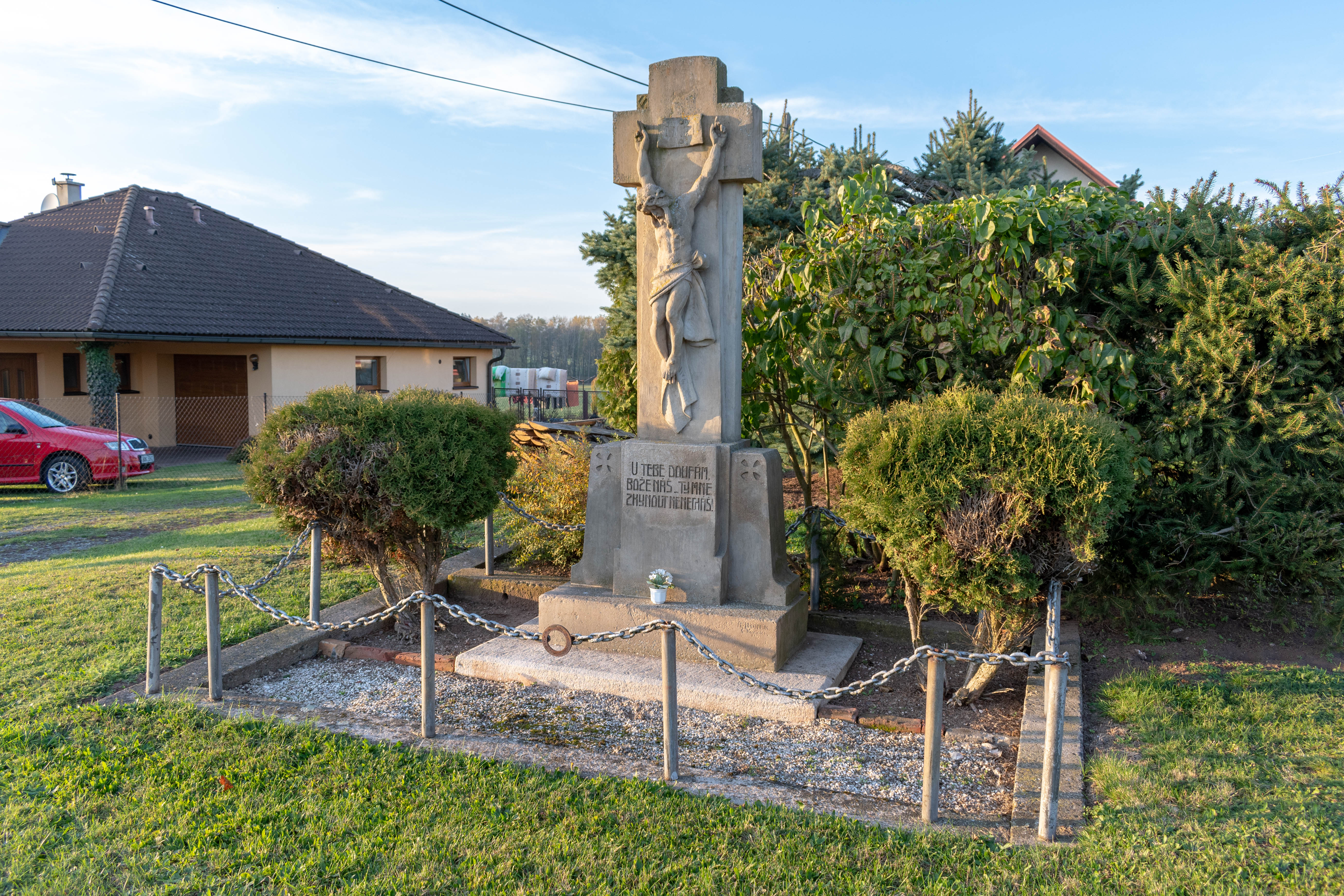
Croix à Zábrodí.

## Transports
Par la route, Zábrodí se trouve à 8 km de Náchod, à 47 km de Hradec Králové et à 162 km de Prague. 